# 500-talet (decennium)

## Händelser
- Den frankiska rätten sammanfattas i lex salica (omkring år 500).

## Födda
- 501 – Khusrov I, persisk storkung.

## Avlidna
- 507 – Alarik II, visigotisk kung i Spanien.